# Liste des évêques et archevêques de Toliara

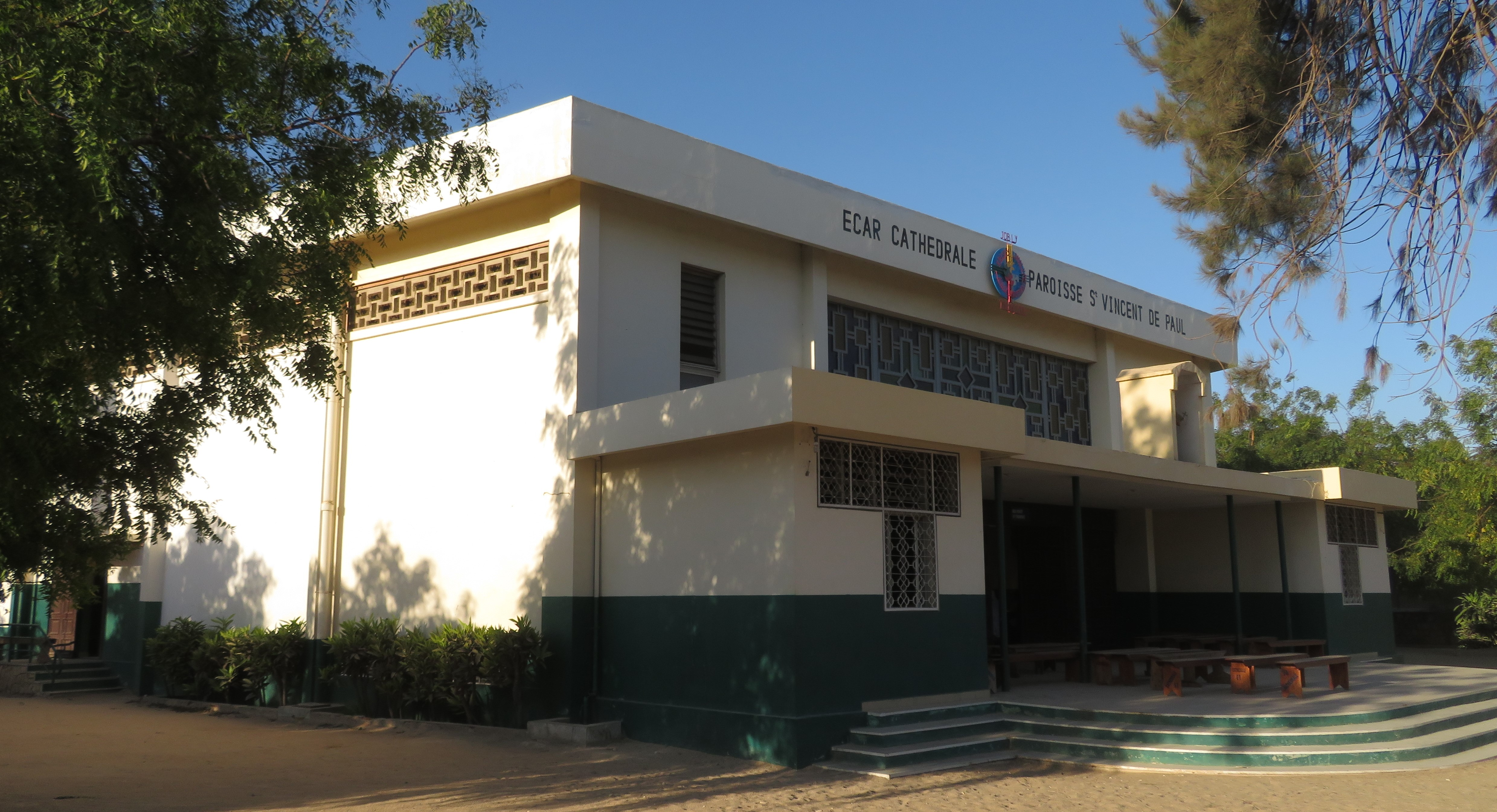
La cathédrale de Toliara

Liste des évêques et archevêques de Toliara
(Archidioecesis Toliaranus)
L'évêché de Tuléar est créé le 8 avril 1957, par détachement de celui de Fort-Dauphin.
Il change de dénomination le 28 octobre 1989 pour devenir l'évêché de Toliara.
Il est érigé en archevêché le 3 décembre 2003.

## Sont évêques
- 8 avril 1957-25 avril 1959 : siège vacant
- 25 avril 1959-28 février 1974 : Michel Canonne (Michel Henri Canonne), évêque de Tuléar.
- 28 février 1974-15 mai 1989 : René Rakotondrabe (René Joseph Rakotondrabé), évêque de Tuléar.
- 2 avril 1990-3 décembre 2003 : Fulgence Rabeony

## Sont archevêques
- 3 décembre 2003 - 22 juillet 2023 : Fulgence Rabeony, promu archevêque.
- depuis le 22 juillet 2023 : Gustavo Bombín Espino.

## Sources
- L'Annuaire Pontifical, sur le site http://www.catholic-hierarchy.org, à la page